# فهرست نویسندگان قرن دوازدهم میلادی فرانسه
فهرست زیر شامل نام نویسندگان قرن دوازدهم فرانسه می‌باشد.
- بونوا دو سنت مور (؟-۱۱۷۳)
- بلاندل دو نسله (۱۱۷۵-۱۲۱۰)
- ژان بودل (۱۱۶۵-۱۲۱۰)
- ژان رنار (اواخر قرن ۱۲-اوایل قرن ۱۳)
- ربر دو بارن (اواخر قرن ۱۲-اوایل قرن ۱۳)
- اد دو دوی (۱۱۱۰-۱۱۶۲)
- وس (۱۱۱۵-۱۱۸۰)
- کرتین دو ترویز (۱۱۳۵-۱۱۸۳)
- جفروا دو ویلهاردون (۱۱۴۸-۱۲۱۳)
- کنن دو بتون (۱۱۵۰-۱۲۲۰)
- الینان دو فرادمون (۱۱۶۰-۱۲۳۰)
- برول (۱۱۶۰-۱۲۱۳)
- گس بروله (۱۱۶۰-۱۲۱۳)
- توما دانگلتر (۱۱۷۰-۱۱۸۰)
- مری دو فرانس (۱۱۵۴-۱۱۸۹)
- گتیه دو کوانسی (۱۱۷۸-۱۲۳۶)